# Robert Daniel Carmichael
Robert Daniel Carmichael   (Goodwater, 1 de març de 1879 - Merriam, 2 de maig de 1967) va ser un matemàtic estatunidenc.

## Vida i Obra
Carmichael va estudiar al Lineville College (Alabama) en el qual es va graduar el 1898. Els anys següents es va estar preparant per a ser pastor presbitarià a Hartselle (Alabama) i professor de matemàtiques al col·legi presbiterà d'Anniston (Alabama), mentre, al mateix temps, enviava nombrosos problemes i articles a la revista American Mathematical Monthly. El 1909, amb una beca, va anar a la universitat de Princeton, en la qual es va doctorar el 1911.
Després d'obtenir el doctorat va ser professor de la universitat d'Indiana fins al 1915, any en què es va canviar a la universitat d'Illinois, en la qual va ser cap del departament i degà de la facultat. Es va retirar el 1947.
El 1923 va ser president de la Mathematical Association of America i va ser editor de la seva revista American Mathematical Monthly en diversos períodes.
Carmichael és recordat, sobre tot, per haver estat el descobridor dels nombres de Carmichael, de la funció de Carmichael i per la conjectura, encara no demostrada, que també porta el seu nom. A més d'escriure diversos llibres de text, va fer aportacions importants en els camps de la teoria de nombres i de la filosofia de les matemàtiques.